# لي بروكس
لي بروكس (بالإنجليزية: Lee Brooks)‏ هو ملحن أمريكي، ولد في 26 فبراير 1983.

## وصلات خارجية
- لي بروكس على موقع IMDb (الإنجليزية)
- لي بروكس على موقع ميوزك برينز (الإنجليزية)
- لي بروكس على موقع قاعدة بيانات الفيلم (الإنجليزية)